# Léon Hovnanian
 (novembre 2016).
Si vous disposez d'ouvrages ou d'articles de référence ou si vous connaissez des sites web de qualité traitant du thème abordé ici, merci de compléter l'article en donnant les références utiles à sa vérifiabilité et en les liant à la section « Notes et références ».
Léon Hovnanian, né à Adana (Turquie) le 20 février 1920 et mort le 13 février 2010 à Saint-Gratien, est un homme politique français d'origine arménienne.

## Biographie

### Enfance et jeunesse
Né dans une famille arménienne de Turquie, en proie aux persécutions, Léon Hovnanian grandit en France, à Marseille d'abord, où sa famille a trouvé refuge dès 1923, puis en région parisienne, à Deuil, après que son père a ouvert un magasin de vêtements dans le quartier des Halles à Paris.
Étudiant en médecine, il est mobilisé quelques mois pendant la Deuxième Guerre mondiale puis, à partir de 1940, affecté au chantier de jeunesse de Messeix.
Il reprend ses études de médecine en 1941 puis, après la Libération de Paris, s'engage comme médecin militaire dans l'armée française et participe à la fin de la libération du territoire et aux derniers combats en Allemagne. Son engagement volontaire lui vaut la nationalité française, accordée en novembre 1946.
Démobilisé en septembre 1945, il reprend une deuxième fois ses études qu'il achève en 1947, année où il s'installe comme médecin généraliste à Saint-Gratien.

### Aux côtés de Pierre Mendès-France, du parti radical au PSU
D'abord proche du parti socialiste SFIO, il est candidat sur la liste de gauche pour les élections municipales de Saint-Gratien en 1947. En 1953, cependant, il adhère au parti radical, et en devient le principal dirigeant en Seine-et-Oise. Il bénéficie alors du soutien appuyé de Pierre Mendès-France, dont il soutient la ligne politique au sein d'un parti très divisé.
Tête de la liste radicale en Seine-et-Oise pour les élections législatives de 1956, il obtient un peu moins de 6 % des voix, ce qui est suffisant pour être élu député.
Il se fait principalement remarquer pour être le seul des six députés membres de la commission d'enquête parlementaire sur les tortures en Algérie à refuser de signer le rapport final qui dédouane les services français des accusations de sévices contre les nationalistes algériens.
La politique algérienne de Guy Mollet, puis l'expédition de Suez, le conduisent à prendre de plus en plus de distance avec les positions majoritaires au sein du groupe parlementaire radical.
Devenu une cible privilégie de l'extrême-droite pour ses positions anti-colonialiste, victime d'accusations racistes liées à son origine arménienne, il est victime d'une agression en avril 1958, à l'occasion d'un débat public.
Rallié avec les autres mendésistes à l'Union des forces démocratiques en 1958, il n'est pas réélu lors des élections législatives de novembre.
Il suit encore Mendès lors de la création, en février 1959, de l'éphémère Centre d'action démocratique, qui disparaît avec l'adhésion de la plupart de ses membres au Parti socialiste autonome à l'automne 1959.
Au sein du Parti socialiste unifié, qui prend la suite du PSA en 1960, il participe au courant mendésiste animé par Pierre Bérégovoy et Charles Hernu et siège notamment au comité politique national du parti.
En 1959, il est élu maire de Saint-Gratien, sous l'étiquette PSU.

### De Mendès à Mitterrand
Il prend cependant ses distances avec Mendès, qui reste fidèle au PSU malgré l'évolution très « gauchiste » du parti, et finit par démissionner en 1962.
Il s'engage alors au sein du Club des Jacobins, avec Charles Hernu et Pierre Bassan. Il milite alors pour un rapprochement entre le courant mendésiste et François Mitterrand, avant de prendre parti clairement pour ce dernier en participant, en 1964, à la création de la Convention des institutions républicaines. Il siège d'ailleurs dans les instances dirigeantes de ce parti de 1967 à 1970.
Président de la Fédération de la gauche démocrate et socialiste de Seine-et-Oise en 1966, il est candidat sous cette étiquette aux élections législatives de 1967, il manque de très peu de battre le sortant UNR.
Il est cependant élu Conseiller général du Val-d'Oise cette même année.

### Retour au radicalisme et fin de carrière politique
Hovnanian, comme d'autres anciens mendesistes, a de grandes réserves vis-à-vis de la stratégie d'union de la gauche, et donc d'alliance avec les communistes, prônée par Mitterrand après 1968. Il rompt finalement avec la CIR et retourne au parti radical en 1970.
Entré au comité directeur du parti en décembre 1971, puis membre du bureau national à partir de 1974, il tente après la scission qui voit la naissance du Mouvement des radicaux de gauche, de maintenir un courant « de gauche » au sein du parti, appelé « Combat radical-socialiste », dont il est, avec Claude Catesson, le principal animateur, et qui s'oppose à la stratégie d'autonomie, puis de rassemblement du centre et de la droite prônées par Jean-Jacques Servan-Schreiber.
Suspendu du parti pour avoir appelé à voter François Mitterrand lors de l'élection présidentielle de 1974, il en démissionne l'année suivante.
Très isolé, « trop à gauche pour la droite, et trop à droite pour la gauche », comme il le dit alors, il est battu lors des élections municipales de 1977, et renonce, l'année suivante à briguer un troisième mandat de conseiller général et quitte la vie politique.
Il apporte cependant son soutien public à l'UDF, puis à l'UMP.

### Autres engagements et responsabilités
Léon Hovnanian est par ailleurs franc-maçon, initié en 1949 au sein d'une loge du Grand Orient de France.
Il préside, de 1959 à 1988, la société HLM de Saint-Gratien, puis celle du Val-d'Oise.
Il est, de 1971 à 1982, président du comité départemental du Val-d'Oise de la Ligue contre l'alcoolisme.
Il est aussi le fondateur du Comité national d'information sur la drogue, qu'il préside de sa création, en 1979, jusqu'en 2005.

## Publications
- Français d'Arménie (autobiographie), Paris, ed. Glyphe, 2007, 534 p. (ISBN 978-2-35285-014-4, BNF 41061181)